# Coll del Marquès
El Coll del Marquès és una muntanya de 502 metres que es troba al municipi de Pratdip, a la comarca catalana del Baix Camp.
És una continuació en sentit nord-oriental de la serra de Santa Marina. Una collada anomenada també el Coll del Marqués separa aquesta serra de la serra de Güena.